# چیت کدز
چیت کُدز (انگلیسی: Cheat Codes) یک گروه موسیقی است که از سال ۲۰۱۴ میلادی تاکنون مشغول فعالیت بوده‌است. معروفترین ترانه آنها سکس است که در
اکثر چارت‌های دنیا به زیر ده رسید.